# La Puebla de Valverde

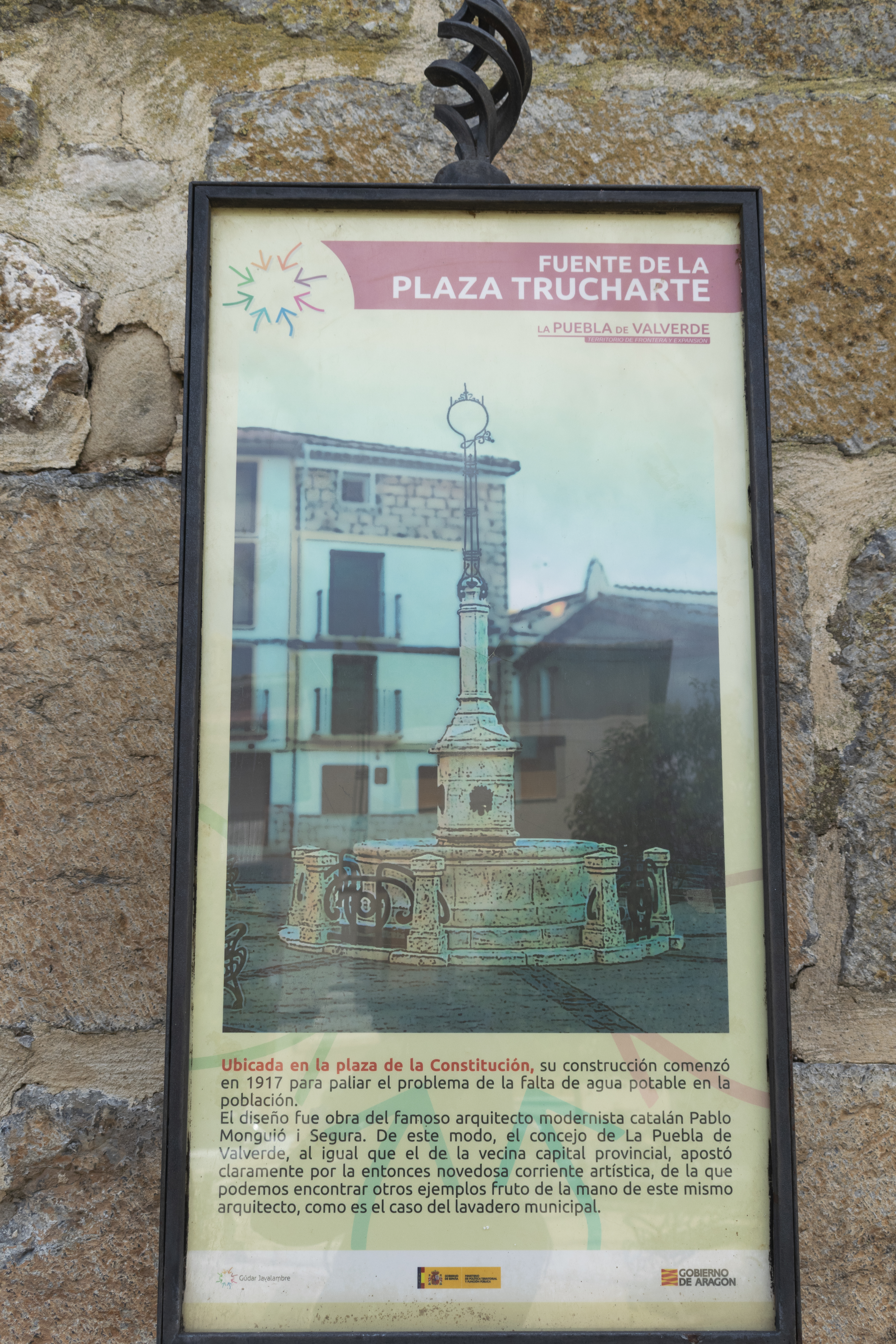
Cartel de la Fuente de la Plaza de Trucharte

La Puebla de Valverde es una localidad y municipio de la comarca de Gúdar-Javalambre, en la provincia de Teruel (comunidad de Aragón, España). Está situada al pie de la sierra de Javalambre, a 23 km de Teruel capital y a mitad de camino entre dicha ciudad y Sarrión. 

## Datos geográficos
Integrado en la comarca de Gúdar-Javalambre, se sitúa a 26 kilómetros de Teruel. El término municipal está atravesado por la autovía Mudéjar (A-23) y por la carretera nacional N-234, entre los pK 90 y 107, además de por la carretera autonómica A-232, que se dirige a Mora de Rubielos, y carreteras locales que conectan con Formiche Alto y Camarena de la Sierra. 
El relieve del municipio está definido por dos partes bien diferenciadas. Por el este se encuentra el valle formado por el río Mijares, el cual hace de límite con Valbona, y los arroyos que desaguan en él procedentes del altiplano que domina la zona central del territorio, donde destacan algunos cerros aislados como Cerro del Matorral o el Cerro de Santa Bárbara (ambos a 1325 metros de altitud). La zona septentrional es también montañosa, integrada en la sierra de los Cabezos, que supera los 1500 metros de altitud. Finalmente, las zonas occidental y meridional son las más montañosas, formando parte de la sierra de Javalambre, cuya máxima altura es el pico Javalambre (2018 metros). La altitud oscila por tanto entre los 2018 metros (Javalambre) y los 900 metros a orillas del río Mijares. El pueblo se alza a 1118 metros sobre el nivel del mar. La carretera nacional atraviesa el puerto del Escandón (1222 metros), entre la sierra de los Cabezos y la sierra de Camarena, mientras que una carretera local cruza el puerto de la Cruz (1507 metros) en su camino hacia Camarena de la Sierra. 
| Noroeste: Teruel                | Norte: Corbalán                                 | Noreste: Formiche Alto |
| Oeste: Teruel y Cubla           |                                                 | Este: Valbona          |
| Suroeste: Camarena de la Sierra | Sur: Arcos de las Salinas, Torrijas y Manzanera | Sureste: Sarrión       |

## Historia
El 17 de agosto de 1936, durante la guerra civil española, fue ocupado por los milicianos de la Columna de Hierro, donde establecieron tres puntos sanitarios para atender las necesidades del frente.

## Demografía
La Puebla de Valverde cuenta con una población de 465 habitantes (INE 2024).
| Gráfica de evolución demográfica de La Puebla de Valverde entre 1842 y 2021                                         |
| |
| Población de derecho según los censos de población del INE Población de hecho según los censos de población del INE |

## Administración y política
| Período   | Alcalde                     | Partido      |  |
| --------- | --------------------------- | ------------ |  |
| 1979-1983 | Jesús Monleón Martín        | UCD          |  |
| 1983-1987 |                             |              |  |
| 1987-1991 |                             |              |  |
| 1991-1995 |                             |              |  |
| 1995-1999 |                             |              |  |
| 1999-2003 |                             |              |  |
| 2003-2007 |                             |              |  |
| 2007-2011 | María Luisa Fuertes Alegría |              |  |
| 2011-2015 | María Luisa Fuertes Alegría | PP de Aragón |  |

| Partido político    | Partido político                                   | 2003   | 2007   | 2011   | 2015   |
| Partido político    | Partido político                                   | Ediles | Ediles | Ediles | Ediles |
|                     | Partido Popular de Aragón (PP)                     | 2      | 4      | 5      | 4      |
|                     | Partido de los Socialistas de Aragón (PSOE-Aragón) | 3      | 3      | 1      | 2      |
|                     | Partido Aragonés (PAR)                             | 2      | —      | 1      | 1      |
| Total de concejales | Total de concejales                                | 7      | 7      | 7      | 7      |

## Cultura

### Patrimonio
- Iglesia parroquial de la Santa Emerencia (siglo XVI)
- Ermita de Loreto (siglo XVI)
- Restos de la muralla con puertas (siglo XII)
- Portal de Valencia
- Portal de Teruel
- Fuente de la Plaza de D. Fernando Trucharte
- La Casa Grande, propiedad de la familia González de Gregorio, condes de la Puebla de Valverde
- La Casa de la familia Lázaro. Ahora su bajo convertido en un restaurante que ofrece todo tipo de comidas. Aún conservado su arco en la puerta que la identifica, así como el de su interior. Su alero de madera con sus dibujos le dan a la casa un toque especial entre las casas del pueblo.

### Fiestas
15 de agosto 
- Las fiestas de verano. Son habituales el baile con orquesta y/o disco-móvil (después del toro)-toro embolado (a las 12 de la noche)- suelta de vaquillas (de 6 de la tarde a 9 de la noche) - campeonatos de 'calva', guiñote, cartetas, barra aragonesa, fútbol y pelota entre otros, suelta de novillos a las 7 de la mañana, con chocolatada. Sufragadas por los asistentes y alguna institución privada.

Las fiestas patronales son el segundo domingo del mes de septiembre. Misma actividades que en agosto, más la proclamación de las damas de honor y la reina de las fiestas.